# 3375 Amy
3375 Amy è un asteroide della fascia principale. Scoperto nel 1981, presenta un'orbita caratterizzata da un semiasse maggiore pari a 2,1723849 UA e da un'eccentricità di 0,0259926, inclinata di 1,07763° rispetto all'eclittica.
L'asteroide è stato dedicato ad Amy Schoemaker, zia di Eugene Shoemaker.